# Васильєв Олександр Володимирович
Олекса́ндр Володи́мирович Васи́льєв (*20 січня 1955, Київ) — український музикознавець, фольклорист, радіожурналіст, у 1978—2011 роках автор і ведучий програм Національної радіокомпанії України; православний священнослужитель — диякон.

## Біографія
1980 року закінчив історико-теоретичний факультет Київської державної консерваторії ім. П. І. Чайковського за фахом «музикознавство» (дипломна робота на тему: «Афро-американський фольклор як джерело джазу», керівник Володимир Матвієнко). На Українському радіо з 1978 року як позаштатний автор, з 1980 на постійній роботі: у 1980 році — редактор, у 1981—1984 — завідувач відділу, у 1984—1987 — старший редактор Головної редакції музичних програм, у 1988—1992 — старший редактор Головної редакції інформації, у 1992—2011 — завідувач редакції, продюсер, ведучий програм ТВО «Промінь», з 2011 — ведучий програм ТО «Культура». З 2016 — на пенсії.
Вів програми музичної редакції Українського радіо «Музична вікторина», «Музичний радіоуніверситет „У світі прекрасного“», «Перлини класичної музики», «Ліричний щоденник композитора», «Дивертисмент» (1980—1987); з 1988 року, перейшовши до новоствореної групи прямого ефіру редакції інформації, у рамках програми «Контакт» на каналі «Промінь» (1988—1992) вів рубрики «Антологія бельканто», «Джазова сцена» та «Рок-архів» (у якій, зокрема, вперше у Радянському Союзі прозвучали всі записи групи «Бітлз», Джона Леннона та Пола Маккартні). З 1992 року три згадані рубрики стали окремими програмами Другого каналу Українського радіо (якому невдовзі було повернено первісну назву «Промінь»). До них додалися «Музичний календар», «Під оплески», «У стилі ретро» (в якій, зокрема, в межах великих циклів біографічних програм, присвячених Леоніду Утьосову, Марку Бернесу, Петру Лещенку, Лідії Руслановій, Миколі Никитському, прозвучали всі відомі на час створення передач записи названих виконавців).
У 2003—2004 роках був спершу редактором і музичним оформлювачем, а згодом також режисером, звукооператором і автором радіопередач «Православний світ» і «Православний календар», що виходили в ефір на каналах «Радіо Ера FM» і «Промінь». За цю роботу був нагороджений орденом Преподобного Агапіта Печерського III ступеня Української Православної Церкви.
У 1979—1982 роках був учасником першого в Україні ансамблю автентичного фольклору «Древо».
З 1982 року співав у церковних хорах Києва та Київської області. У 1987—1992 роках був регентом верхнього хору Солом'янської Покровської церкви. З 1993 року — головний регент і уставник Кирилівської парафії (з 2011 року — Кирилівський монастир).
У 2002—2007 роках — член оргкомітету Фестивалю православних хорів «Глас Печерський» і теоретичних конференцій, присвячених православним церковним співам.
у 2013—2017 роках навчався в Київській духовній семінарії, отримав базову вищу освіту за спеціальінстю «Православне богослов'я (теологія)» та здобув кваліфікацію бакалавра Православного богослов'я (теології).
6 січня 2014 року був висвячений у сан диякона. Служив у Кирилівському монастирі, з 2021 року — у Микільській церкві Печерського благочиння м. Києва.
Друкувався в газетах «Говорить і показує Україна», «Культура і життя», «День», «Кириллица», журналах «Всесвіт», «Антиквар».
Редактор-упорядник компакт-дисків «Кобзар» (2001), «Михайло Гришко. Фрагменти з опер» (2001), «Михайло Гришко. Українські пісні та романси» (2001). Автор-упорядник компакт-дисків «Дивосвіт полтавської пісні. Автентичний фольклор України» (2002), «Клавдія Шульженко. Пісні про кохання» (2004), «Неизвестный Бернес» (2009), «Великие исполнители России. Марк Бернес» (2014, 2CD).